# Ogulin
Ogulin je město v Chorvatsku, v Karlovacké župě. V roce 2001 zde žilo 8 712 obyvatel. Je sídlem stejnojmenné opčiny, do které patří dalších 23 sídel (většinou vesnic). Protéká ním ponorná řeka Dobra.

## Etymologie
Název města je slovanského původu a připomíná vykácené (holé - gole) lesy v okolí, které musely vznikajícímu sídlu ustoupit. 

## Historie

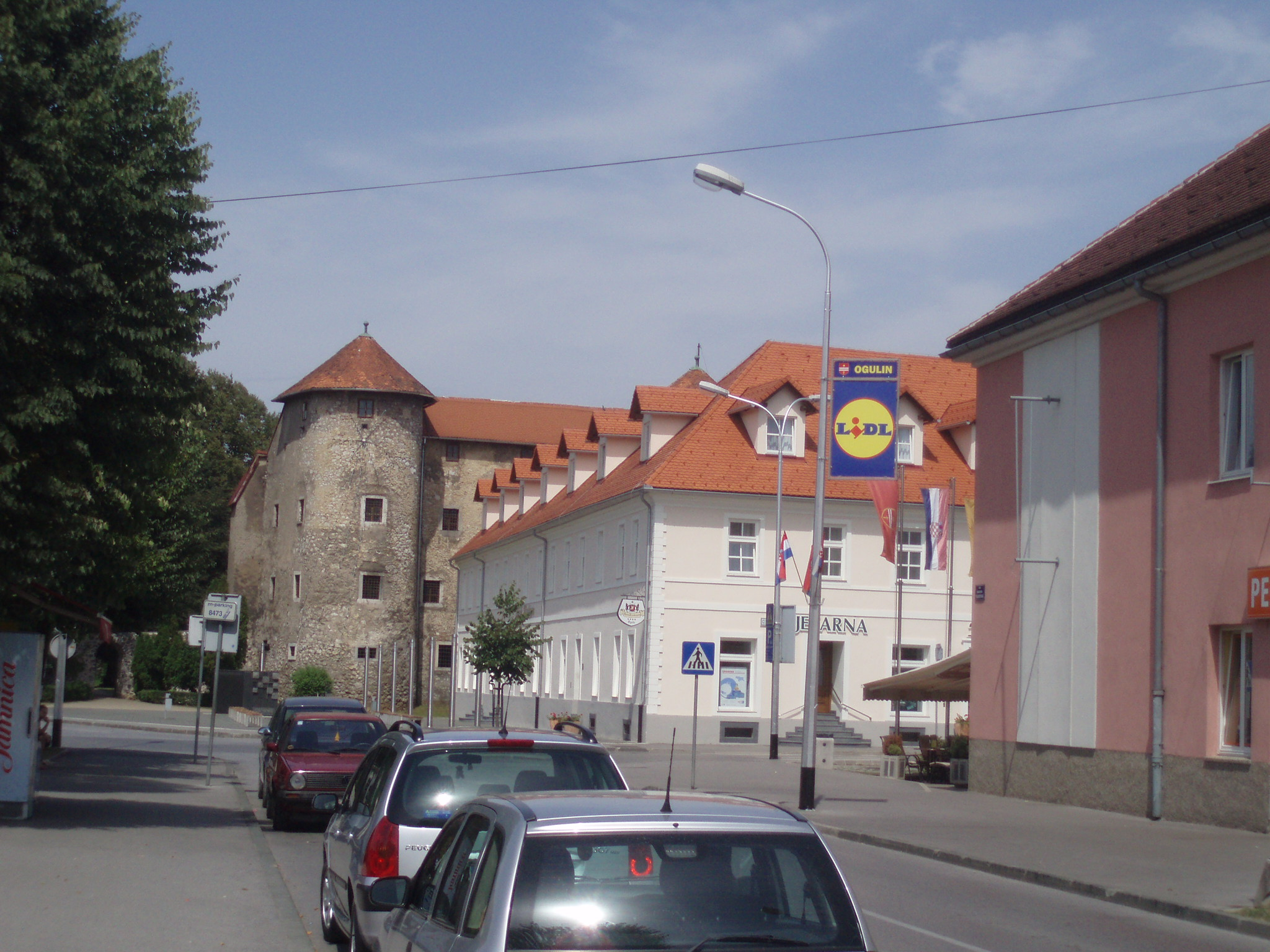
Střed města

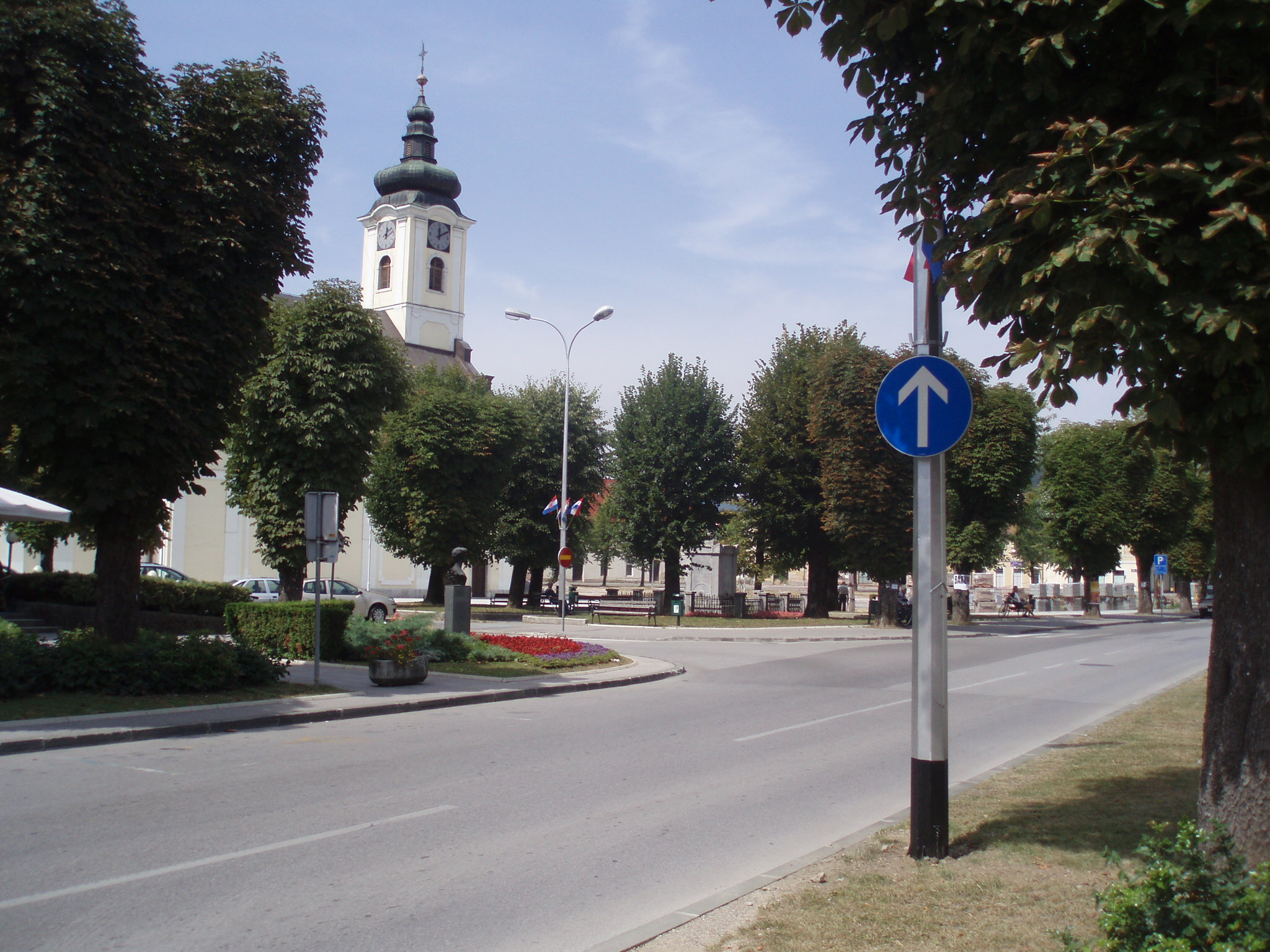
Kostel povýšení sv. Kříže v Ogulinu

Oblast dnešního města Ogulinu byla ve 4. století př. n. l. osídlena Kelty. Římská říše získala kontrolu nad tímto místem v letech 33–35 př. n. l. Ve 4. století našeho letopočtu bylo místo pod častými útoky barbarů; Germánů, Sarmatů a Hunů. Poté připadlo území pod Ostrogóty a nakonec na krátkou dobu pod Byzantskou říši. 
Okolo roku 630 je z byzantských záznamů doložen příchod Avarů a Slovanů. 
K 12. století je datován chrám sv. Jakuba, nejstarší stavba v Ogulinu. 
Vzhledem k častým útokům Turků na přelomu 15. a 16. století bylo rozhodnuto vybudovat v místě dnešního města pevnost. Umístěna zde byla i vojenská posádka. V letech 1584 a 1585 bylo město do značné míry při dalších tureckých útocích vypáleno. Turecká nadvláda nad Ogulinem, stejně jako nad značnou částí Dalmácie trvala až do Velké turecké války v závěru 17. století. 
V 18. století se město začalo šířit i mimo zdi původního opevnění. Vzhledem k přetrvávajícímu tureckému nebezpečí bylo nicméně město zahrnuto do tzv. Vojenské hranice, pohraničního pásma Habsburské monarchie s Tureckem. Bylo zde udržována značná přítomnost vojska, které bylo tvořeno do nemalé míry pravoslavným obyvatelstvem. 
Na počátku století devatenáctého byl Ogulin obsazen napoleonským vojskem a stal se součástí tzv. Ilyrských provincií (1809 až 1813). V závěru století byl jako Rakousko-uherské město napojen na místní železniční síť, když byla otevřena v roce 1865 zprovozněna trať Záhřeb–Rijeka. 
V roce 1918 se stalo město součástí království SHS, později Jugoslávie a SFRJ. Elektrifikace města byla uskutečněna v roce 1924. V roce 1932 zde bylo sídlo obvodního soudu pro oblasti Gorski kotar a jaderské přímoří. V roce 1931 byl otevřen dům zdraví, o dva roky později byl založen místní fotbalový klub. 
Na začátku druhé světové války byl Ogulin jedním z míst, kudy probíhala demarkační linie mezi určující linii kontroly mezi německým a italským vojskem.
V roce 1964 začalo v Ogulinu vysílat rádio a roku 1986 byl dokončen areál zimních sportů v blízkosti města. 
Během Chorvatské války za nezávislost procházela hranice s nedalekou Republikou Srbská Krajina ve vzdálenosti 15 km od města. Až do roku 1995 tvořili téměř třetinu obyvatel města Srbové, jejich počet v souvislosti koncem války poklesl. Počet obyvatel Ogulinu se tak snížil z deseti na zhruba osm tisíc obyvatel. V roce 2011 bylo napočítáno, že v Ogulinu žije 8 216 tisíc obyvatel.

## Doprava
Ogulin se nachází na železniční trati spojující Záhřeb s přístavem Rijeka. V Ogulinu z ní odbočuje trať dále na jih, která napojuje města Knin a Split s chorvatskou železniční sítí. V blízkosti města také prochází hlavní chorvatská dálnice A1, 

## Kultura a náboženství
Pro Ogulin jsou typické tři kulturní události – Dani Ilme de Murskem, Frankopanské letní večery a Ogulinský festival pohádek. 
Ve městě se nacházejí tři kostely, kostel Povýšení sv. Kříže, kostel Alojzije Stepinace a pravoslavný kostel sv. Jiří. Kaple sv. Jakuba na místním hřbitově pochází z 12. nebo 13. století.

## Školství
V Ogulinu se nachází dvě základní školy (OŠ Ivane Brlić-Mažuranić a Prva osnovna škola) a dvě střední školy – Gymnázium (založené v roce 1919 a řemeslná/technická škola. 

## Přírodní památky
Město se rozkládá v hornaté krajině, která odděluje pobřeží Jaderského moře od chorvatského vnitrozemí. V jeho okolí se nachází pohoří Klek, Đulin ponor, jezero Sabljaci (umělá nádrž jižně od města) a pohoří Bjelolasica. Jižně od Ogulinu se také rozkládá národní park Plitvická jezera.

## Známé osobnosti
- Ivana Brlić-Mažuranić chorvatská spisovatelka
- Ema Pukšec, sopranistka
- Josip Magdić, skladatel
- Mile Magdić, historik
- Petar Stipetić, generál
- Vid Stipetić, admirál
- Ivan Gošnjak, generál JLA
- Vladimir Hudolin, psychiatr
- Vladimir Goldner, kardiolog
- Luka Cindrić, házenkář
- Anđelko Milardović, politolog
- Bogdan Žagar st., sportovní plavec
- Franjo Stipetić, herec
- Vlatka Vorkapić, režisérka
- Josip Kregar, politik
- Josip Jelačić, chorvatský bán
- Franjo Jelačić, generál z dob Habsburské monarchie
- Hrvoje Matković, chorvatský historik